# オーギュスタン・デシャルム
オーギュスタン・デシャルム（Augustin Marie Leon Descharmes、1834年 - 1916年）は、フランスの軍人。皇后直属の竜騎兵。
慶応3年（1867年）、シャルル・シャノワーヌと共に軍事顧問団として来日するも幕府瓦解により帰国。明治政府の要請を受けて1872年に再来日、1876年まで滞在した。1881年から1885年までロンドンのフランス大使館付陸軍武官を務めた。のちに少将まで進んだ。
着任のときグランド・ピアノを持ち込んでモーツァルト、ベートーベン、ショパンなどを弾きこなしたという。ロンドン赴任中にはある会席の場でヨーゼフ・ヨアヒムと一緒になることがあった。ヨアヒムが伴奏者を求めるとデシャルムがピアノの前に座り、譜面を一目見て弾き始めた。ヨアヒムは驚きながらも大いに満足したという。